# Đội tuyển bóng đá trong nhà quốc gia Việt Nam
Đội tuyển bóng đá trong nhà quốc gia Việt Nam hay Đội tuyển futsal quốc gia Việt Nam đại diện Việt Nam thi đấu futsal quốc tế và do Liên đoàn Bóng đá Việt Nam điều hành.

## Lịch sử
Năm 1950, Đội tuyển bóng đá trong nhà Việt Nam Cộng Hoà được thành lập nhưng không được ra nước ngoài thi đấu do vấn đề chính trị.
Mãi đến năm 1997 mới ghi nhận đại diện Việt Nam đầu tiên đi thi đấu futsal quốc tế do Nguyễn Thành Vinh dẫn dắt với nòng cốt các cầu thủ bóng đá ngoài trời đã chơi cho Sông Lam Nghệ An hoặc đội tuyển quốc gia như Sỹ Hùng hay Hữu Thắng. Đội dự giải khách mời tại Singapore và có một trận thắng duy nhất trước đội chủ nhà. Tới năm 2005, đội mới bắt đầu dự giải Đông Nam Á, rồi sau đó đăng cai giải châu Á.
Năm 2010, huấn luyện viên người Ý Sergio Gargelli được bổ nhiệm thay thế thầy người Thái Pattaya Piamkum, người đưa Việt Nam vô địch AFF Futsal 2009.
Năm 2014, Bruno Garcia Formoso trở thành tân huấn luyện viên trưởng. Đội tuyển Futsal Việt Nam lọt vào chung kết Giải vô địch bóng đá trong nhà châu Á 2014 và 2018. Chiến tích chấn động làng Futsal châu Á tại Giải vô địch bóng đá trong nhà châu Á 2016 khi đánh bại đương kim vô địch Nhật Bản tại trận tứ kết, qua đó lọt tốp 4 và dành vé dự vòng chung kết FIFA Futsal World Cup 2016 tổ chức tại Colombia. Lần đầu tham dự một vòng chung kết World Cup, đội đã giành quyền vào vòng 16 đội khi đánh bại Guatemala 4-2, thua Paraguay 1-7 và Ý 0-2. Tại vòng 16 đội, đội để thua trước đối thủ rất mạnh là Nga với tỉ số 0-7. Kết thúc giải đấu, đội đã giành được giải thưởng Fair Play đầu tiên của bóng đá Việt Nam.
Cũng trong năm 2016, Bruno từ chức và Miguel Rodrigo chính thức lên tiếp quản đội năm 2017. Việt Nam có chuyến du đấu tại Andalusia đối đầu các câu lạc bộ futsal Tây Ban Nha vào tháng hai và ba năm 2019.
Năm 2021, đội tuyển Futsal Việt Nam cùng huấn luyện viên Phạm Minh Giang có được lần thứ hai liên tiếp tham dự vòng chung kết FIFA Futsal World Cup 2021 tổ chức tại Lithuania sau khi cầm hòa Lebanon ở hai lượt trận đi và về với tổng tỉ số 1-1 (Việt Nam đi tiếp nhờ luật bàn thắng sân khách) tại vòng playoff khu vực châu Á. Đội một lần nữa giành quyền vào vòng 16 đội với tư cách thứ 3 bảng D và là một trong số bốn đội thứ 3 có thành tích tốt nhất sau khi thua 1-9 trước Brazil, thắng Panama 3-2 và cầm hòa Cộng hòa Séc 1-1. Đội có trận đấu kiên cường khi gặp lại đội tuyển Nga, thua sát nút 2-3 và bị loại ở vòng 16 đội.

## Huấn luyện viên
| Quốc tịch   | Huấn luyện viên      | Thời gian giữ chức                    | Ghi chú (Tham khảo)           |
| ----------- | -------------------- | ------------------------------------- | ----------------------------- |
| Việt Nam    | Nguyễn Thành Vinh    | 1997–2007                             |                               |
| Thái Lan    | Pattaya Piamkum      | 2008–2010                             |                               |
| Ý           | Sergio Gargelli      | 2010–2013                             |                               |
| Tây Ban Nha | Bruno Garcia Formoso | tháng 3 năm 2014 – tháng 9 năm 2016   |                               |
| Việt Nam    | Nguyễn Bảo Quân      | tháng 10 năm 2016 – tháng 3 năm 2017  |                               |
| Tây Ban Nha | Miguel Rodrigo       | tháng 6 năm 2017 – tháng 11 năm 2019  | [ 10 ]                        |
| Việt Nam    | Phạm Minh Giang      | 8 tháng 1 năm 2020 – tháng 6 năm 2022 | Tạm quyền từ 4-15/12 năm 2019 |
| Argentina   | Diego Giustozzi      | 17 tháng 6 năm 2022 – nay             |                               |

### Ban huấn luyện hiện tại
Tính đến 1 tháng 8 năm 2022
| Vị trí                  | Tên                             |
| ----------------------- | ------------------------------- |
| Trưởng đoàn             | Trần Anh Tú                     |
| Huấn luyện viên trưởng  | Diego Giustozzi                 |
| Trợ lý huấn luyện viên  | Nicolas Gustavo Gulilzia        |
| Trợ lý huấn luyện viên  | Nguyễn Tuấn Anh                 |
| Trợ lý huấn luyện viên  | Huỳnh Tấn Quốc                  |
| Giám đốc kĩ thuật       | Nguyễn Thành Nguyên             |
| Huấn luyện viên thủ môn | Antonio Garcia Fernando Jimenez |
| Huấn luyện viên thể lực | Miguel Ledesma Carrasco         |
| Bác sĩ vật lý trị liệu  | Nguyễn Văn Nu                   |
| Bác sĩ                  | Javier Fernandez Urra           |
| Bác sĩ                  | Lương Quý Quỳnh                 |

## Cầu thủ

### Đội hình hiện tại
Danh sách 14 cầu thủ được triệu tập cho Cúp bóng đá trong nhà châu Á 2022 từ ngày 28 tháng 9 đến ngày 8 tháng 10 năm 2022 tại Kuwait.
| 1  | TM | Hồ Văn Ý                 | 1 tháng 1, 1997   | Thái Sơn Nam |  |  |
| 2  | TM | Mai Xuân Hiệp            | 1 tháng 7, 1992   | Sahako       |  |  |
|    |    |                          |                   |              |  |  |
| 5  | HV | Nguyễn Mạnh Dũng         |                   | Thái Sơn Nam |  |  |
| 6  | HV | Phạm Đức Hòa (đội phó)   | 12 tháng 4, 1991  | Thái Sơn Nam |  |  |
| 11 | HV | Trần Văn Vũ (đội trưởng) | 30 tháng 5, 1990  | Thái Sơn Nam |  |  |
| 13 | HV | Nhan Gia Hưng            | 13 tháng 7, 2002  | Thái Sơn Nam |  |  |
|    |    |                          |                   |              |  |  |
| 3  | TV | Lê Quốc Nam              | 14 tháng 11, 1993 | Thái Sơn Nam |  |  |
| 4  | TV | Châu Đoàn Phát           | 14 tháng 3, 1999  | Thái Sơn Nam |  |  |
| 7  | TV | Nguyễn Anh Duy           | 20 tháng 9, 1994  | Thái Sơn Nam |  |  |
| 9  | TV | Trần Thái Huy            | 12 tháng 10, 1995 | Thái Sơn Nam |  |  |
|    |    |                          |                   |              |  |  |
| 8  | TĐ | Nguyễn Minh Trí          | 8 tháng 4, 1996   | Thái Sơn Nam |  |  |
| 10 | TĐ | Nguyễn Thịnh Phát        | 10 tháng 6, 1997  | Thái Sơn Nam |  |  |
| 12 | TĐ | Nguyễn Đắc Huy           | 10 tháng 5, 1991  | Sahako       |  |  |
| 14 | TĐ | Chu Văn Tiến             | 19 tháng 9, 1996  | Sahako       |  |  |

## Danh sách dự phòng
| Vt | Cầu thủ | Ngày sinh (tuổi) | Câu lạc bộ | Lần cuối triệu tập |
| -- | ------- | ---------------- | ---------- | ------------------ |
|    | TM      | Phạm Văn Tú      |            | Thái Sơn Bắc       |
|    | TV      | Lâm Tấn Phát     | 1990       | Sahako             |

### Triệu tập gần đây
Những cầu thủ sau đây cũng đã được gọi vào đội tuyển Việt Nam trong vòng 12 tháng qua.
| TM | Nguyễn Hoàng Anh | 25 tháng 10, 1995 | Sahako                               | Cúp bóng đá trong nhà châu Á 2022PRE         |  |  |
|    |                  |                   |                                      |                                              |  |  |
| HV | Khổng Đình Hùng  | 11 tháng 11, 1989 | Sahako                               | Cúp bóng đá trong nhà châu Á 2022PRE         |  |  |
| HV | Nguyễn Hồng Kông |                   | Zetbit Sài Gòn                       | Cúp bóng đá trong nhà châu Á 2022PRE         |  |  |
|    |                  |                   |                                      |                                              |  |  |
| TV | Nguyễn Văn Hiếu  | 10 tháng 9, 1998  | Hiếu Hoa Đà Nẵng                     | Cúp bóng đá trong nhà châu Á 2022PRE         |  |  |
| TV | Từ Minh Quang    |                   | Thái Sơn Bắc                         | Cúp bóng đá trong nhà châu Á 2022PRE         |  |  |
| TV | Lý Đăng Hưng     |                   | Thái Sơn Nam                         | Cúp bóng đá trong nhà châu Á 2022PRE         |  |  |
| TV | Nguyễn Anh Quý   | 12 tháng 12, 1992 | Zetbit Sài Gòn                       | Cúp bóng đá trong nhà châu Á 2022PRE         |  |  |
| TV | Nguyễn Thành Tín | 17 tháng 8, 1993  | Thái Sơn Bắc                         | Giải vô địch bóng đá trong nhà thế giới 2021 |  |  |
|    |                  |                   |                                      |                                              |  |  |
| TĐ | Vũ Đức Tùng      | 3 tháng 1, 1995   | Thái Sơn Nam - Thành phố Hồ Chí Minh | Giải vô địch bóng đá trong nhà thế giới 2021 |  |  |

Notes:
- [a] Đã rút khỏi đội hình.
- SUS Cầu thủ bị treo giò.
- INJ Cầu thủ rút khỏi đội do chấn thương.
- RET Chia tay đội tuyển quốc gia.
- WD Cầu thủ rút khỏi đội vì lý do không liên quan đến chấn thương.
- PRE Đội hình sơ bộ.

## Thành tích tại các giải đấu
| Giải vô địch bóng đá trong nhà thế giới | Giải vô địch bóng đá trong nhà thế giới | Giải vô địch bóng đá trong nhà thế giới | Giải vô địch bóng đá trong nhà thế giới | Giải vô địch bóng đá trong nhà thế giới | Giải vô địch bóng đá trong nhà thế giới | Giải vô địch bóng đá trong nhà thế giới | Giải vô địch bóng đá trong nhà thế giới |
| Năm                                     | Vòng                                    | Trận                                    | Thắng                                   | Hòa*                                    | Thua                                    | Bàn thắng                               | Bàn thua                                |
| --------------------------------------- | --------------------------------------- | --------------------------------------- | --------------------------------------- | --------------------------------------- | --------------------------------------- | --------------------------------------- | --------------------------------------- |
| 2000                                    | Không tham dự                           | Không tham dự                           | Không tham dự                           | Không tham dự                           | Không tham dự                           | Không tham dự                           | Không tham dự                           |
| 2004                                    | Không tham dự                           | Không tham dự                           | Không tham dự                           | Không tham dự                           | Không tham dự                           | Không tham dự                           | Không tham dự                           |
| 2008                                    | Không vượt qua vòng loại                | Không vượt qua vòng loại                | Không vượt qua vòng loại                | Không vượt qua vòng loại                | Không vượt qua vòng loại                | Không vượt qua vòng loại                | Không vượt qua vòng loại                |
| 2012                                    | Không vượt qua vòng loại                | Không vượt qua vòng loại                | Không vượt qua vòng loại                | Không vượt qua vòng loại                | Không vượt qua vòng loại                | Không vượt qua vòng loại                | Không vượt qua vòng loại                |
| 2016                                    | Vòng 1/8                                | 4                                       | 1                                       | 0                                       | 3                                       | 5                                       | 18                                      |
| 2021                                    | Vòng 1/8                                | 4                                       | 1                                       | 1                                       | 2                                       | 7                                       | 15                                      |
| 2024                                    | Không vượt qua vòng loại                | Không vượt qua vòng loại                | Không vượt qua vòng loại                | Không vượt qua vòng loại                | Không vượt qua vòng loại                | Không vượt qua vòng loại                | Không vượt qua vòng loại                |
| Tổng cộng                               | 2 lần vòng 1/8                          | 8                                       | 2                                       | 1                                       | 5                                       | 12                                      | 33                                      |

| 1999 đến 2004 | Không tham dự                                                    | Không tham dự                                                    | Không tham dự                                                    | Không tham dự                                                    | Không tham dự                                                    | Không tham dự                                                    | Không tham dự                                                    |                                                                  |                                                                  |                                                                  |
| 2005          | Vòng 1                                                           | 6                                                                | 2                                                                | 1                                                                | 3                                                                | 13                                                               | 19                                                               |                                                                  |                                                                  |                                                                  |
| 2006          | Không vượt qua vòng loại                                         | Không vượt qua vòng loại                                         | Không vượt qua vòng loại                                         | Không vượt qua vòng loại                                         | Không vượt qua vòng loại                                         | Không vượt qua vòng loại                                         | Không vượt qua vòng loại                                         |                                                                  |                                                                  |                                                                  |
| 2007          | Không tham dự                                                    | Không tham dự                                                    | Không tham dự                                                    | Không tham dự                                                    | Không tham dự                                                    | Không tham dự                                                    | Không tham dự                                                    |                                                                  |                                                                  |                                                                  |
| 2008          | Không vượt qua vòng loại                                         | Không vượt qua vòng loại                                         | Không vượt qua vòng loại                                         | Không vượt qua vòng loại                                         | Không vượt qua vòng loại                                         | Không vượt qua vòng loại                                         | Không vượt qua vòng loại                                         |                                                                  |                                                                  |                                                                  |
| 2010          | Vòng 1                                                           | 3                                                                | 1                                                                | 0                                                                | 2                                                                | 11                                                               | 12                                                               |                                                                  |                                                                  |                                                                  |
| 2012          | Không vượt qua vòng loại                                         | Không vượt qua vòng loại                                         | Không vượt qua vòng loại                                         | Không vượt qua vòng loại                                         | Không vượt qua vòng loại                                         | Không vượt qua vòng loại                                         | Không vượt qua vòng loại                                         |                                                                  |                                                                  |                                                                  |
| 2014          | Tứ kết                                                           | 4                                                                | 2                                                                | 0                                                                | 2                                                                | 17                                                               | 22                                                               |                                                                  |                                                                  |                                                                  |
| 2016          | Hạng tư                                                          | 6                                                                | 2                                                                | 1                                                                | 3                                                                | 19                                                               | 33                                                               |                                                                  |                                                                  |                                                                  |
| 2018          | Tứ kết                                                           | 4                                                                | 2                                                                | 0                                                                | 2                                                                | 7                                                                | 7                                                                |                                                                  |                                                                  |                                                                  |
| 2020          | Vượt qua vòng loại nhưng giải đấu bị huỷ bỏ vì Đại dịch COVID 19 | Vượt qua vòng loại nhưng giải đấu bị huỷ bỏ vì Đại dịch COVID 19 | Vượt qua vòng loại nhưng giải đấu bị huỷ bỏ vì Đại dịch COVID 19 | Vượt qua vòng loại nhưng giải đấu bị huỷ bỏ vì Đại dịch COVID 19 | Vượt qua vòng loại nhưng giải đấu bị huỷ bỏ vì Đại dịch COVID 19 | Vượt qua vòng loại nhưng giải đấu bị huỷ bỏ vì Đại dịch COVID 19 | Vượt qua vòng loại nhưng giải đấu bị huỷ bỏ vì Đại dịch COVID 19 | Vượt qua vòng loại nhưng giải đấu bị huỷ bỏ vì Đại dịch COVID 19 | Vượt qua vòng loại nhưng giải đấu bị huỷ bỏ vì Đại dịch COVID 19 | Vượt qua vòng loại nhưng giải đấu bị huỷ bỏ vì Đại dịch COVID 19 |
| 2022          | Tứ kết                                                           | 4                                                                | 2                                                                | 0                                                                | 2                                                                | 9                                                                | 12                                                               |                                                                  |                                                                  |                                                                  |
| 2024          | Tứ kết                                                           | 4                                                                | 1                                                                | 1                                                                | 2                                                                | 4                                                                | 5                                                                |                                                                  |                                                                  |                                                                  |
| Tổng cộng     | Hạng tư                                                          | 31                                                               | 12                                                               | 3                                                                | 16                                                               | 80                                                               | 110                                                              |                                                                  |                                                                  |                                                                  |

| Giải vô địch bóng đá trong nhà Đông Nam Á | Giải vô địch bóng đá trong nhà Đông Nam Á | Giải vô địch bóng đá trong nhà Đông Nam Á | Giải vô địch bóng đá trong nhà Đông Nam Á | Giải vô địch bóng đá trong nhà Đông Nam Á | Giải vô địch bóng đá trong nhà Đông Nam Á | Giải vô địch bóng đá trong nhà Đông Nam Á | Giải vô địch bóng đá trong nhà Đông Nam Á |
| Năm                                       | Vòng                                      | Trận                                      | Thắng                                     | Hòa*                                      | Thua                                      | Bàn thắng                                 | Bàn thua                                  |
| ----------------------------------------- | ----------------------------------------- | ----------------------------------------- | ----------------------------------------- | ----------------------------------------- | ----------------------------------------- | ----------------------------------------- | ----------------------------------------- |
| 2001                                      | Không tham dự                             | Không tham dự                             | Không tham dự                             | Không tham dự                             | Không tham dự                             | Không tham dự                             | Không tham dự                             |
| 2003                                      | Không tham dự                             | Không tham dự                             | Không tham dự                             | Không tham dự                             | Không tham dự                             | Không tham dự                             | Không tham dự                             |
| 2005                                      | Hạng năm                                  | 6                                         | 1                                         | 0                                         | 5                                         | 19                                        | 35                                        |
| 2006                                      | Vòng bảng                                 | 3                                         | 0                                         | 0                                         | 3                                         | 13                                        | 23                                        |
| 2007                                      | Hạng tư                                   | 5                                         | 2                                         | 1                                         | 2                                         | 22                                        | 27                                        |
| 2008                                      | Vòng bảng                                 | 3                                         | 1                                         | 0                                         | 2                                         | 9                                         | 12                                        |
| 2009                                      | Á quân                                    | 4                                         | 2                                         | 1                                         | 1                                         | 28                                        | 8                                         |
| 2010                                      | Hạng ba                                   | 4                                         | 2                                         | 0                                         | 2                                         | 13                                        | 5                                         |
| 2012                                      | Á quân                                    | 6                                         | 5                                         | 0                                         | 1                                         | 29                                        | 16                                        |
| 2013                                      | Hạng ba                                   | 6                                         | 4                                         | 0                                         | 2                                         | 26                                        | 19                                        |
| 2014                                      | Hạng ba                                   | 6                                         | 4                                         | 1                                         | 1                                         | 42                                        | 8                                         |
| 2015                                      | Hạng tư                                   | 6                                         | 3                                         | 0                                         | 2                                         | 44                                        | 21                                        |
| 2016                                      | Không tham dự                             | Không tham dự                             | Không tham dự                             | Không tham dự                             | Không tham dự                             | Không tham dự                             | Không tham dự                             |
| 2017                                      | Hạng tư                                   | 6                                         | 4                                         | 1                                         | 1                                         | 52                                        | 10                                        |
| 2018                                      | Hạng tư                                   | 5                                         | 2                                         | 1                                         | 2                                         | 21                                        | 10                                        |
| 2019                                      | Hạng ba                                   | 5                                         | 3                                         | 1                                         | 1                                         | 13                                        | 7                                         |
| 2022                                      | Hạng ba                                   | 5                                         | 2                                         | 2                                         | 1                                         | 14                                        | 7                                         |
| Tổng cộng                                 | Á quân                                    | 65                                        | 33                                        | 6                                         | 25                                        | 287                                       | 201                                       |

| Đại hội Thể thao châu Á Trong nhà | Đại hội Thể thao châu Á Trong nhà | Đại hội Thể thao châu Á Trong nhà | Đại hội Thể thao châu Á Trong nhà | Đại hội Thể thao châu Á Trong nhà | Đại hội Thể thao châu Á Trong nhà | Đại hội Thể thao châu Á Trong nhà | Đại hội Thể thao châu Á Trong nhà |
| Năm                               | Vòng                              | Trận                              | Thắng                             | Hòa*                              | Thua                              | Bàn thắng                         | Bàn thua                          |
| --------------------------------- | --------------------------------- | --------------------------------- | --------------------------------- | --------------------------------- | --------------------------------- | --------------------------------- | --------------------------------- |
| 2005                              | Không tham dự                     | Không tham dự                     | Không tham dự                     | Không tham dự                     | Không tham dự                     | Không tham dự                     | Không tham dự                     |
| 2007                              | Vòng bảng                         | 3                                 | 1                                 | 0                                 | 2                                 | 6                                 | 10                                |
| 2009                              | Vòng bảng                         | 3                                 | 0                                 | 1                                 | 2                                 | 9                                 | 18                                |
| 2013                              | Vòng bảng                         | 2                                 | 1                                 | 1                                 | 0                                 | 4                                 | 1                                 |
| 2017                              | Tứ kết                            | 6                                 | 4                                 | 0                                 | 2                                 | 12                                | 5                                 |
| Tổng cộng                         | Tứ kết                            | 13                                | 6                                 | 2                                 | 6                                 | 31                                | 34                                |

| Sea Games | Sea Games | Sea Games | Sea Games | Sea Games | Sea Games | Sea Games | Sea Games |
| Năm       | Vòng      | Trận      | Thắng     | Hòa*      | Thua      | Bàn thắng | Bàn thua  |
| --------- | --------- | --------- | --------- | --------- | --------- | --------- | --------- |
| 2007      | Vòng bảng | 2         | 0         | 0         | 2         | 3         | 6         |
| 2011      | Á quân    | 4         | 2         | 1         | 1         | 15        | 13        |
| 2013      | Á quân    | 4         | 2         | 0         | 2         | 14        | 14        |
| 2017      | Hạng ba   | 4         | 2         | 1         | 1         | 12        | 7         |
| 2021      | Hạng ba   | 4         | 2         | 1         | 1         | 12        | 4         |
| Tổng cộng | Á quân    | 18        | 8         | 3         | 6         | 56        | 44        |

| 2005  | Không tham dự | Không tham dự | Không tham dự | Không tham dự | Không tham dự | Không tham dự | Không tham dự | Không tham dự | Không tham dự | Không tham dự |
| 2006  | Không tham dự | Không tham dự | Không tham dự | Không tham dự | Không tham dự | Không tham dự | Không tham dự | Không tham dự | Không tham dự | Không tham dự |
| 2007  | Không tham dự | Không tham dự | Không tham dự | Không tham dự | Không tham dự | Không tham dự | Không tham dự | Không tham dự | Không tham dự | Không tham dự |
| 2008  | Không tham dự | Không tham dự | Không tham dự | Không tham dự | Không tham dự | Không tham dự | Không tham dự | Không tham dự | Không tham dự | Không tham dự |
| 2009  | Không tham dự | Không tham dự | Không tham dự | Không tham dự | Không tham dự | Không tham dự | Không tham dự | Không tham dự | Không tham dự | Không tham dự |
| 2010  | Không tham dự | Không tham dự | Không tham dự | Không tham dự | Không tham dự | Không tham dự | Không tham dự | Không tham dự | Không tham dự | Không tham dự |
| 2011  | Không tham dự | Không tham dự | Không tham dự | Không tham dự | Không tham dự | Không tham dự | Không tham dự | Không tham dự | Không tham dự | Không tham dự |
| 2013  | Không tham dự | Không tham dự | Không tham dự | Không tham dự | Không tham dự | Không tham dự | Không tham dự | Không tham dự | Không tham dự | Không tham dự |
| 2014  | Hạng sáu      | 3             | 0             | 0             | 3             | 4             | 17            |               |               |               |
| 2015  | Không tham dự | Không tham dự | Không tham dự | Không tham dự | Không tham dự | Không tham dự | Không tham dự | Không tham dự | Không tham dự | Không tham dự |
| 2018  | Không tham dự | Không tham dự | Không tham dự | Không tham dự | Không tham dự | Không tham dự | Không tham dự | Không tham dự | Không tham dự | Không tham dự |
| Total | 0 titles      | 3             | 0             | 0             | 3             | 4             | 17            |               |               |               |

| Giải đấu             | Cấp độ                     | 1 | 2 | 3 | Tổng cộng |
| -------------------- | -------------------------- | - | - | - | --------- |
| Giao hữu             | F                          | 0 | 2 | 3 | 5         |
| SEA Games            | F                          | 0 | 2 | 1 | 3         |
| AFF Cup              | F hoặc Vòng loại châu lục. | 0 | 2 | 4 | 6         |
| Asian Games          | F                          | 0 | 0 | 0 | 0         |
| AFC Futsal Asian Cup | Châu lục                   | 0 | 0 | 0 | 0         |
| Grand Prix           | Liên đoàn                  | 0 | 0 | 0 | 0         |
| Confed Cup           | Liên đoàn                  | 0 | 0 | 0 | 0         |
| AMF World Cup        | Thế giới                   | 0 | 0 | 0 | 0         |
| FIFA World Cup       | Thế giới                   | 0 | 0 | 0 | 0         |
| Tổng cộng            |                            | 0 | 6 | 7 | 13        |

## Thành tích đối đầu với các quốc gia khác
| Đối đầu           | Đối đầu   | Đối đầu | Đối đầu | Đối đầu | Đối đầu | Đối đầu   | Đối đầu  | Đối đầu |
| Quốc gia          | Liên đoàn | Trận    | Thắng   | Hòa     | Thua    | Bàn thắng | Bàn thua | Hiệu số |
| ----------------- | --------- | ------- | ------- | ------- | ------- | --------- | -------- | ------- |
| Argentina         | CONMEBOL  | 2       | 0       | 0       | 2       | 3         | 8        | −5      |
| Úc                | AFC       | 9       | 2       | 2       | 5       | 23        | 30       | −7      |
| Bahrain           | AFC       | 2       | 1       | 1       | 0       | 6         | 5        | +1      |
| Bhutan            | AFC       | 1       | 1       | 0       | 0       | 6         | 3        | +3      |
| Brasil            | CONMEBOL  | 3       | 1       | 0       | 2       | 5         | 19       | −14     |
| Brunei            | AFC       | 6       | 5       | 0       | 1       | 45        | 12       | +33     |
| Campuchia         | AFC       | 5       | 3       | 1       | 1       | 33        | 16       | +17     |
| Trung Quốc        | AFC       | 10      | 5       | 1       | 4       | 28        | 24       | +4      |
| Croatia           | UEFA      | 3       | 0       | 0       | 3       | 7         | 17       | −10     |
| Colombia          | CONMEBOL  | 1       | 0       | 0       | 1       | 2         | 6        | -4      |
| Costa Rica        | CONCACAF  | 1       | 0       | 0       | 1       | 1         | 3        | -2      |
| Cộng hòa Séc      | UEFA      | 1       | 0       | 1       | 0       | 1         | 1        | 0       |
| Đài Bắc Trung Hoa | AFC       | 5       | 3       | 0       | 2       | 15        | 15       | 0       |
| Ai Cập            | CAF       | 2       | 0       | 1       | 1       | 4         | 7        | -3      |
| Phần Lan          | UEFA      | 1       | 0       | 0       | 1       | 2         | 4        | -2      |
| Guatemala         | CONCACAF  | 2       | 1       | 1       | 0       | 7         | 5        | +2      |
| Hồng Kông         | AFC       | 3       | 2       | 1       | 0       | 14        | 2        | +12     |
| Indonesia         | AFC       | 16      | 5       | 6       | 5       | 39        | 36       | +3      |
| Iran              | AFC       | 6       | 0       | 0       | 6       | 12        | 59       | −47     |
| Iraq              | AFC       | 4       | 1       | 0       | 3       | 4         | 12       | −8      |
| Ý                 | UEFA      | 5       | 0       | 1       | 4       | 7         | 28       | −21     |
| Nhật Bản          | AFC       | 8       | 0       | 1       | 7       | 9         | 29       | −20     |
| Jordan            | AFC       | 1       | 0       | 0       | 1       | 3         | 6        | −3      |
| Kuwait            | AFC       | 3       | 3       | 0       | 0       | 9         | 4        | +5      |
| Kyrgyzstan        | AFC       | 2       | 0       | 0       | 2       | 3         | 8        | -5      |
| Lào               | AFC       | 5       | 3       | 0       | 2       | 45        | 11       | +34     |
| Liban             | AFC       | 4       | 1       | 3       | 0       | 7         | 3        | +4      |
| Maroc             | CAF       | 1       | 0       | 0       | 1       | 1         | 2        | −1      |
| Malaysia          | AFC       | 23      | 11      | 4       | 8       | 79        | 74       | +5      |
| Maldives          | AFC       | 2       | 2       | 0       | 0       | 9         | 2        | +7      |
| México            | CONCACAF  | 1       | 1       | 0       | 0       | 4         | 3        | +1      |
| Mozambique        | CAF       | 1       | 1       | 0       | 0       | 3         | 1        | +2      |
| Myanmar           | AFC       | 13      | 11      | 2       | 0       | 53        | 15       | +38     |
| Hà Lan            | UEFA      | 1       | 0       | 1       | 0       | 2         | 2        | 0       |
| New Zealand       | OFC       | 1       | 1       | 0       | 0       | 7         | 0        | +7      |
| Oman              | AFC       | 1       | 1       | 0       | 0       | 3         | 1        | +2      |
| Panama            | CONCACAF  | 1       | 1       | 0       | 0       | 3         | 2        | +1      |
| Paraguay          | CONMEBOL  | 3       | 0       | 1       | 2       | 7         | 14       | -7      |
| Palestine         | AFC       | 1       | 1       | 0       | 0       | 4         | 1        | +3      |
| Philippines       | AFC       | 12      | 11      | 0       | 1       | 101       | 13       | +84     |
| Qatar             | AFC       | 3       | 1       | 0       | 2       | 5         | 8        | −3      |
| Nga               | UEFA      | 3       | 0       | 0       | 3       | 4         | 16       | -12     |
| Ả Rập Xê Út       | AFC       | 1       | 1       | 0       | 0       | 3         | 1        | +2      |
| Singapore         | AFC       | 1       | 1       | 0       | 0       | 2         | 1        | +1      |
| Slovenia          | UEFA      | 1       | 1       | 0       | 0       | 6         | 4        | +2      |
| Hàn Quốc          | AFC       | 3       | 3       | 0       | 0       | 19        | 9        | +10     |
| Quần đảo Solomon  | OFC       | 3       | 3       | 0       | 0       | 12        | 1        | +11     |
| Tây Ban Nha       | UEFA      | 3       | 0       | 0       | 3       | 3         | 13       | −10     |
| Tajikistan        | AFC       | 2       | 2       | 0       | 0       | 18        | 5        | +13     |
| Thái Lan          | AFC       | 22      | 1       | 0       | 21      | 27        | 124      | −97     |
| Đông Timor        | AFC       | 3       | 3       | 0       | 0       | 36        | 3        | +33     |
| Turkmenistan      | AFC       | 2       | 1       | 0       | 1       | 1         | 2        | −1      |
| Ukraina           | UEFA      | 1       | 0       | 0       | 1       | 1         | 3        | −2      |
| Uzbekistan        | AFC       | 7       | 1       | 2       | 4       | 15        | 25       | −10     |

## Lịch thi đấu
Thắng
      Hoà
      Thua
      Chưa thi đấu       Bị huỷ

### 2023
| 25 tháng 5 năm 2023 Giao hữu | Việt Nam                                                                                                | 5–0      | Quần đảo Solomon | Thành phố Hồ Chí Minh, Việt Nam                       |  |
|                              | - A.Taylo 16' (l.n.) - Nguyễn Trần Duy 32' - Nguyễn Thịnh Phát 35' - Dương Ngọc Linh 37' - Hữu Phúc 40' | Chi tiết |                  | Sân vận động: Thái Sơn Nam Quận 8 Lượng khán giả: 500 |  |

| 26 tháng 5 năm 2023 Giao hữu | Việt Nam                                                                                    | 5–0 | Quần đảo Solomon | Thành phố Hồ Chí Minh, Việt Nam                       |  |
|                              | - Từ Minh Quang 1' - Nguyễn Thịnh Phát 18' - Nguyễn Minh Trí 25', 35' - Nguyễn Văn Tuấn 34' |     |                  | Sân vận động: Thái Sơn Nam Quận 8 Lượng khán giả: 500 |  |

| 4 tháng 6 năm 2023 Giao hữu | Paraguay | 3–2 | Việt Nam | Asunción, Paraguay           |
|                             |          |     |          | Sân vận động: Sol De America |

| 6 tháng 6 năm 2023 Giao hữu | Paraguay | 4-4 | Việt Nam | TBD, Paraguay |  |
|                             |          |     |          |               |  |

| 8 tháng 6 năm 2023 Giao hữu | Paraguay | 2-0 | Việt Nam | TBD, Paraguay |  |
|                             |          |     |          |               |  |

| 10 tháng 6 năm 2023 Giao hữu | Argentina | bị hủy | Việt Nam | TBD, Argentina |  |
|                              |           |        |          |                |  |

| 12 tháng 6 năm 2023 Giao hữu | Argentina | 4-1 | Việt Nam | TBD, Argentina |  |
|                              |           |     |          |                |  |

| 14 tháng 6 năm 2023 Giao hữu | Argentina | 3-0 | Việt Nam | TBD, Argentina |  |
|                              |           |     |          |                |  |

*Các trận hòa bao gồm các trận đấu loại trực tiếp phải tiến hành loạt sút luân lưu 6m.